# Katie Johnson (Fußballspielerin)
Katlyn Alicia Johnson Carreón (* 14. September 1994 in Monrovia, Kalifornien) ist eine US-amerikanisch-mexikanische Fußballspielerin.

## Karriere

### Verein
Am College spielte sie von 2012 bis 2016 für die USC Trojans. Beim Draft zur NWSL-Saison 2017 wurde sie von Seattle Reign erwählt. Ihr Debüt machte sie dann am 2. Spieltag bei einem 5:1-Sieg über Houston Dash. Danach kam sie auch in allen darauffolgenden Partien der Mannschaft in dieser Saison zum Einsatz.
Im Januar 2018 wurde sie dann zum Sky Blue FC transferiert, für welche sie in der Saison 2018 dann auch regelmäßig zu Einsätzen kam. Zur Saison 2019 wurde sie dann von den Chicago Red Stars unter Vertrag genommen, welche dafür wiederum einen Pick im kommenden Draft dafür hergaben. Im Dezember wiederum wurden die Rechte an ihr dann vom San Diego Wave FC übernommen. Dieser Vertrag wurde dann im November 2022 aber nicht mehr verlängert.
Seit Januar 2023 steht sie nun beim Angel City FC unter Vertrag.

### Nationalmannschaft
Durch ihre Herkunft war sie für die USA als auch Mexiko spielberechtigt. Im Erwachsenenbereich entschied sie sich dann aber für zweiteres und machte hier ihr Debüt am 9. Dezember 2015 beim Vier-Nationen-Turnier in Brasilien im Jahr 2015. Im nächsten Jahr kam sie im Februar 2016 dann auch bei der Olympia-Qualifikation für die Spiele 2016 zum Einsatz. Nach weiteren Freundschaftsspielen in den nächsten beiden Jahren, nahm sie im Sommer 2018 mit ihrer Mannschaft dann an den Zentralamerika- und Karibikspielen 2018 teil, wo sie mit ihrer Mannschaft die Goldmedaille gewann.
Beim Gold Cup 2018 hatte sie dann auch ihre erste Nominierung für ein großes Turnier und bekam hier auch ein paar Einsätze. Zuletzt wurde sie im Dezember 2019 bei zwei Freundschaftsspielen eingesetzt.